# بيلي هويلز
بيلي هويلز (بالإنجليزية: Billy Howells)‏ هو لاعب كرة قدم بريطاني في مركز الدفاع، ولد في 20 مارس 1943 في غريمسبي ‏ في المملكة المتحدة. لعب مع غريمسبي تاون.